# Crèvecœur-en-Brie
Crèvecœur-en-Brie is een gemeente in het Franse departement Seine-et-Marne (regio Île-de-France) en telt 313 inwoners (2004). De plaats maakt deel uit van het arrondissement Provins.

## Geografie
De oppervlakte van Crèvecœur-en-Brie bedraagt 9,2 km², de bevolkingsdichtheid is 34,0 inwoners per km².
De onderstaande kaart toont de ligging van Crèvecœur-en-Brie met de belangrijkste infrastructuur en aangrenzende gemeenten.

## Demografie
Onderstaande figuur toont het verloop van het inwonertal (bron: INSEE-tellingen).